# Archie Clark
Archie L. Clark (Conway, Arkansas, 15 de julio de 1941) es un exjugador de baloncesto estadounidense que disputó 10 temporadas en la NBA. Con 1,88 metros de altura, jugaba en la posición de Base. Fue dos veces All Star.

## Trayectoria deportiva

### Inicios
Clark fue el cuarto de doce hermanos, nacido en Arkansas, se trasladó a vivir con sus padres a un suburbio de Detroit, donde se graduaría en el Ecorse High School en 1959. Durante su etapa de instituto comenzó practicando natación, y posteriormente béisbol, y no fue hasta el 10º grado cuando empezó a jugar a baloncesto. Su talento con el bate le llevó a probar suerte con el equipo de los Detroit Tigers de las Grandes Ligas de Béisbol.
Su única opción en ese momento de ir a la universidad fue la de North Carolina A&T, pero la rechazó. Intentó trabajar en una fábrica de acero, pero acabó uniéndose al Ejército de los Estados Unidos, donde permanecería 3 años.

### Universidad
Durante su etapa en el ejército destacó en los campeonatos internos que hacían de baloncesto, fijándose en él Buzz Bennett, su entrenador y antiguo jugador de la Universidad de Minnesota, que rápidamente llamó al entonces asistente de dicha universidad, Glenn Reed, consiguiendo que le ofrecieran una beca para estudiar y jugar en el equipo de baloncesto.
Llegó a ser uno de los primeros jugadores afroamericanos del país en conseguir una beca deportiva. Completó su trayectoria colegial anotando 1.199 puntos, en el puesto 19 de la historia de los Golden Gophers. Promedió en total 16,7 puntos por partido, y en su último año 24,9, lo que le valió para ser incluido en el mejor quinteto de la Big Ten Conference.

### Profesional
Fue elegido en la cuarta ronda del Draft de la NBA de 1966, en el puesto 37, por Los Angeles Lakers. Tras una buena primera temporada, donde promedió 10,5 puntos por partido, su salto cualitativo lo dio en su segundo año, en la temporada 1967-68, donde tras promediar 19,9 puntos, 4,4 asistencias y 4,2 rebotes fue elegido para disputar su primer All-Star Game, donde fue uno de los jugadores más destacados del equipo del Oeste tras anotar 17 puntos en tan solo 15 minutos de juego.
Tras esas dos primeras temporadas, fue traspasado a Philadelphia 76ers junto con Darrall Imhoff y Jerry Chambers a cambio del gran Wilt Chamberlain. Tras un primer año de adaptación, en la temporada 1969-70 comenzó a despuntar, promediando casi los 20 puntos por partido, cifra que superaría en la temporada siguiente, llegando a ser el segundo máximo anotador del equipo por detrás de Billy Cunningham.
En 1971, y tras disputar un úinico partido de liga con los Sixers, es traspasado a Baltimore Bullets, donde cuaja la mejor temporada de toda su carrera, promediando 25,2 puntos y 8,0 asistencias, acabando como cuarto mejor pasador de la liga, siendo elegido en el segundo Mejor quinteto de la NBA, y disputando su segundo y último All-Star.
En 1973 se trasladó junto con su equipo a Washington D. C., pasando a denominarse Capital Bullets. Clark, ya con 32 años, comenzó a bajar su rendimiento, pero seguía manteniendo unas cifras aceptables (13,1 puntos y 5,1 asistencias). Al año siguiente fue traspasado a Seattle Supersonics, recalando al siguiente en Detroit Pistons, donde jugaría su última temporada como profesional, retirándose al final de la misma con 34 años. En el total de su carrera profesional promedió 16,3 puntos, 4,8 asistencias y 3,3 rebotes por encuentro.

## Estadísticas de su carrera en la NBA

### Temporada regular
| Año     | Equipo       | PJ  | PT | MPP  | %TC  | %TL  | RPP | APP | ROB | TPP | PPP  |
| ------- | ------------ | --- | -- | ---- | ---- | ---- | --- | --- | --- | --- | ---- |
| 1966-67 | L.A. Lakers  | 76  |    | 23.2 | .452 | .708 | 2.9 | 2.7 |     |     | 10.5 |
| 1967-68 | L.A. Lakers  | 81  |    | 37.5 | .480 | .740 | 4.2 | 4.4 |     |     | 19.9 |
| 1968-69 | Philadelphia | 82  |    | 26.1 | .478 | .697 | 3.2 | 3.6 |     |     | 13.5 |
| 1969-70 | Philadelphia | 76  |    | 36.5 | .496 | .785 | 4.0 | 5.0 |     |     | 19.7 |
| 1970-71 | Philadelphia | 82  | 82 | 39.6 | .496 | .787 | 4.8 | 5.4 |     |     | 21.3 |
| 1971-72 | Philadelphia | 1   | 1  | 42.0 | .688 | .636 | 3.0 | 7.0 |     |     | 29.0 |
| 1971-72 | Baltimore    | 76  |    | 42.7 | .467 | .773 | 3.5 | 8.0 |     |     | 25.1 |
| 1972-73 | Baltimore    | 39  |    | 37.9 | .507 | .810 | 3.3 | 7.1 |     |     | 18.3 |
| 1973-74 | Capital      | 56  |    | 31.9 | .467 | .786 | 2.5 | 5.1 | 1.1 | .1  | 13.1 |
| 1974-75 | Seattle      | 77  |    | 32.2 | .495 | .834 | 3.1 | 5.6 | 1.4 | .1  | 13.9 |
| 1975-76 | Detroit      | 79  |    | 20.1 | .433 | .862 | 1.7 | 2.8 | .8  | .1  | 7.6  |
| Total   | Total        | 725 | 83 | 32.5 | .480 | .769 | 3.3 | 4.8 | 1.1 | .1  | 16.3 |

### Playoffs
| Año   | Equipo       | PJ | PT   | MPP  | %TC  | %TL | RPP | APP | ROB | TPP  | PPP |
| ----- | ------------ | -- | ---- | ---- | ---- | --- | --- | --- | --- | ---- | --- |
| 1967  | L.A. Lakers  | 3  | 41.7 | .516 | .765 | 4.3 | 5.0 |     |     | 25.7 |     |
| 1968  | L.A. Lakers  | 15 | 35.2 | .427 | .768 | 3.1 | 4.0 |     |     | 15.3 |     |
| 1969  | Philadelphia | 5  | 37.0 | .519 | .895 | 3.8 | 4.4 |     |     | 19.4 |     |
| 1970  | Philadelphia | 5  | 29.2 | .433 | .727 | 2.8 | 3.6 |     |     | 13.6 |     |
| 1971  | Philadelphia | 7  | 42.1 | .475 | .733 | 4.1 | 4.9 |     |     | 23.6 |     |
| 1972  | Baltimore    | 6  | 45.2 | .437 | .847 | 4.0 | 7.8 |     |     | 26.7 |     |
| 1973  | Baltimore    | 5  | 42.8 | .500 | .778 | 3.4 | 5.2 |     |     | 21.2 |     |
| 1974  | Capital      | 7  | 23.1 | .339 | .550 | 1.9 | 2.0 | .7  | .0  | 7.3  |     |
| 1975  | Seattle      | 9  | 29.9 | .436 | .900 | 3.6 | 3.4 | .7  | .1  | 11.1 |     |
| 1976  | Detroit      | 9  | 21.3 | .484 | .667 | 2.3 | 3.2 | .7  | .0  | 8.0  |     |
| Total | Total        | 71 | 33.6 | .454 | .772 | 3.2 | 4.2 | .7  | .0  | 15.8 |     |

## Vida posterior
En 1983 se presentó a las elecciones para alcalde en la localidad de Ecorse, en Míchigan, perdiendo por un pequeño número de votos. Posteriormente, en 1992 fundó, junto a Dave DeBusschere, Dave Bing, Dave Cowens y Oscar Robertson la Asociación Nacional de Jugadores Retirados de Baloncesto (National Basketball Retired Players Association).